# Tepeyac, Simojovel
Tepeyac är en ort i Mexiko.   Den ligger i kommunen Simojovel och delstaten Chiapas, i den sydöstra delen av landet, 700 km öster om huvudstaden Mexico City. Tepeyac ligger 460 meter över havet och antalet invånare är 195.
Terrängen runt Tepeyac är kuperad åt sydväst, men åt nordost är den bergig. Tepeyac ligger nere i en dal. Runt Tepeyac är det ganska tätbefolkat, med 96 invånare per kvadratkilometer. Närmaste större samhälle är Simojovel de Allende, 19,8 km väster om Tepeyac. Omgivningarna runt Tepeyac är en mosaik av jordbruksmark och naturlig växtlighet.